# Guatteria neglecta
Guatteria neglecta är en kirimojaväxtart som först beskrevs av August Heinrich Rudolf Grisebach, och fick sitt nu gällande namn av Percy Wilson, Léon och Brother Alain. Guatteria neglecta ingår i släktet Guatteria och familjen kirimojaväxter. Inga underarter finns listade i Catalogue of Life.